# Lionel Wigram (nhà sản xuất phim)
Lionel Wigram (sinh năm 1961) là một nhà sản xuất phim điện ảnh và nhà biên kịch người Anh. Anh là phó giám đốc dản xuất tại Warner Bros. vào tháng 11 năm 2000.
Wigram là đồng giám đốc sản xuất cho bộ phim 1995 The Underneath. Anh cũng nằm trong bộ phận sản xuất của một số phần phim trong loạt phim điện ảnh Harry Potter.

## Danh sách phim
| Năm  | Tên                                           | Vai trò               | Ghi chú                                  |
| ---- | --------------------------------------------- | --------------------- | ---------------------------------------- |
| 1984 | Oxford Blues                                  | Liên lạc sản xuất     |                                          |
| 1986 | Heat                                          | Trợ lý sản xuất       |                                          |
| 1988 | Never on Tuesday                              | Sản xuất              |                                          |
| 1990 | Warm Summer Rain                              | Sản xuất              |                                          |
| 1991 | Cool as Ice                                   | Sản xuất              | Đề cử–Giải Mâm xôi vàng cho phim dở nhất |
| 1995 | The Underneath                                | Giám đốc sản xuất     |                                          |
| 2007 | Harry Potter and the Order of the Phoenix     | Giám đốc sản xuất     |                                          |
| 2007 | August Rush                                   | Giám đốc sản xuất     |                                          |
| 2009 | Harry Potter and the Half-Blood Prince        | Giám đốc sản xuất     |                                          |
| 2009 | Sherlock Holmes                               | Sản xuất và biên kịch |                                          |
| 2010 | Legend of the Guardians: The Owls of Ga'Hoole | Giám đốc sản xuất     |                                          |
| 2010 | Harry Potter and the Deathly Hallows - Part 1 | Giám đốc sản xuất     |                                          |
| 2011 | Harry Potter and the Deathly Hallows - Part 2 | Giám đốc sản xuất     |                                          |
| 2011 | Sherlock Holmes: A Game of Shadows            | Sản xuất              |                                          |
| 2014 | Seventh Son                                   | Sản xuất              |                                          |
| 2015 | The Man from U.N.C.L.E.                       | Sản xuất              |                                          |
| 2016 | Fantastic Beasts and Where to Find Them       | Sản xuất              |                                          |